# Luca Polizzi
Luca Polizzi  (Brussel, 28 mei 1996) is een Belgische voetballer van Italiaanse afkomst die bij voorkeur als middenvelder speelt. Hij staat momenteel onder contract bij Rupel Boom.

## Carrière

### KRC Genk
Polizzi stroomde in het seizoen 2014-2015 vanuit de jeugd van het Belgische KRC Genk door naar de A-kern van de club. Op 23 november 2014 zat hij voor het eerst op de bank in de gewonnen thuiswedstrijd tegen KV Mechelen. Ook in de wedstrijd tegen KV Kortrijk op 13 december 2014 kreeg hij een plaats op de bank maar tot een officieel debuut kwam het dat seizoen uiteindelijk niet.

### MVV Maastricht
In de zomer van 2015 werd beslist dat Polizzi voor één seizoen zou worden uitgeleend aan de Nederlandse tweedeklasser MVV Maastricht. Hij maakte zijn debuut voor MVV op de eerste speeldag door in de basis te starten in de wedstrijd tegen Helmond Sport, na 84 minuten werd hij vervangen voor Jordi Baur. Zijn eerste goal maakte hij op 28 augustus 2015 in de wedstrijd tegen FC Eindhoven.

### NK Inter Zaprešić
Nadat zijn aflopende contract bij Genk niet werd verlengd werd op 7 augustus 2016 bekend dat Polizzi een tweejarig contract had getekend bij de Kroatische eersteklasser NK Inter Zaprešić.

## Statistieken
| Seizoen         | Club                 | Land               | Competitie         | Competitie | Competitie | Beker | Beker | Europa | Europa | Totaal | Totaal |
| Seizoen         | Club                 | Land               | Competitie         | Wed.       | Dlp.       | Wed.  | Dlp.  | Wed.   | Dlp.   | Wed.   | Dlp.   |
| --------------- | -------------------- | ------------------ | ------------------ | ---------- | ---------- | ----- | ----- | ------ | ------ | ------ | ------ |
| 2014/15         | KRC Genk             | Vlag van België    | Jupiler Pro League | 0          | 0          | 0     | 0     | —      | —      | 0      | 0      |
| 2015/16         | → MVV Maastricht     | Vlag van Nederland | Eerste Divisie     | 33         | 5          | 1     | 0     | —      | —      | 34     | 5      |
| 2016/17         | NK Inter Zaprešić    | Vlag van Kroatië   | 1. HNL             | 19         | 0          | 3     | 0     | —      | —      | 22     | 0      |
| 2017/18         | Apollon Limassol     | Vlag van Cyprus    | A Divizion         | 1          | 0          | 0     | 0     | 1      | 0      | 2      | 0      |
| 2017/18         | → Olympiakos Nicosia | Vlag van Cyprus    | A Divizion         | 18         | 5          | 0     | 0     | —      | —      | 18     | 5      |
| 2018/19         | Pafos FC             | Vlag van Cyprus    | A Divizion         | 9          | 0          | 0     | 0     | —      | —      | 9      | 0      |
| Carrière totaal | Carrière totaal      | Carrière totaal    | Carrière totaal    | 80         | 10         | 4     | 0     | 1      | 0      | 85     | 10     |